# ادموند آدو
ادموند آدو (انگلیسی: Edmund Addo؛ زادهٔ ۱۷ مهٔ ۲۰۰۰) بازیکن فوتبال اهل غنا است.
از باشگاه‌هایی که در آن بازی کرده است می‌توان به باشگاه فوتبال شریف تیراسپول اشاره کرد.
وی همچنین در تیم ملی فوتبال غنا بازی کرده است.